# 俠骨柔情
《俠骨柔情》（英語：My Darling Clementine）是美國導演約翰·福特執導的一部電影，由亨利·方達主演，根據OK牧場槍戰所改編的，於1946年上映。《俠骨柔情》被認為是約翰·福特的代表作之一。该片英文原名来自美国民歌《我亲爱的克莱门汀》，同时该片部分采用了该曲。

## 外部連結
- 互联网电影数据库（IMDb）上《My Darling Clementine》的资料（英文）.
- AllMovie上《My Darling Clementine》的资料（英文） .
- TCM电影资料库上《My Darling Clementine》的资料（英文）.
- My Darling Clementine （页面存档备份，存于） Literature

1. .   [2024-12-02]. （原始内容存档于2025-02-23）.